# الكتاب الأحمر لشعوب الإمبراطورية الروسية
الكتاب الأحمر لشعوب الإمبراطورية الروسية هو كتاب عن الدول الصغيرة للامبراطورية الروسية، والاتحاد السوفيتي، وروسيا وبعض الدول ما بعد الاتحاد السوفيتي الأخرى لليوم. تم نشره باللغة الاستونية عام 1991 وباللغة الإنجليزية عام 2001.
شرح مقدمة الكتاب نهج الكتاب بالقول:«ان مؤلفي هذا الكتاب الذين قدموا من بلاد استونيا شاركوا في مصير الأمم في الإمبراطوريتين الروسية والسوفيتية، يسعون لنشر محنة الصغار.الدول التي تتعرض وجودها ذاته للتهديد نتيجة التاريخ الحديث».

## الشعوب المعنية
كان قصد المؤلفين من الكتاب أن يشمل الشعوب وفق المعايير التالية:
- لم تنقرض بعد.
- التي تقع منطقة استيطانها الرئيسية على أراضي الاتحاد السوفيتي السابق.
- الذين تقل أعدادهم عن 30000.
- الذين يتحدثون لغتهم الأم أقل من 70%.
- الذين يشكلون أقلية على أراضيهم القديمة.
- المستوطنة مبعثرة وليست مدمجة.
- الذين ليس لديهم مدرسة لغة محلية أو أدب أو وسائل اعلام.